# 皆川淇園

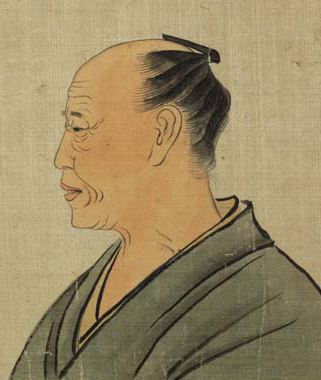
皆川淇園肖像 『近世名家肖像』

皆川 淇園（みながわ きえん、享保19年12月8日〈1735年1月1日〉 - 文化4年5月16日〈1807年6月21日〉）は、江戸時代中期の儒学者。父は皆川成慶（春洞、白洲）で、実弟に国学者富士谷成章（層城、北辺）、甥に国学者富士谷御杖がいる。淇園は号で、名は愿（げん）、字は伯恭（はくきょう）、通称は文蔵（ぶんぞう）、別号に有斐斎（ゆうひさい）がある。生まれは京都。

## 生涯

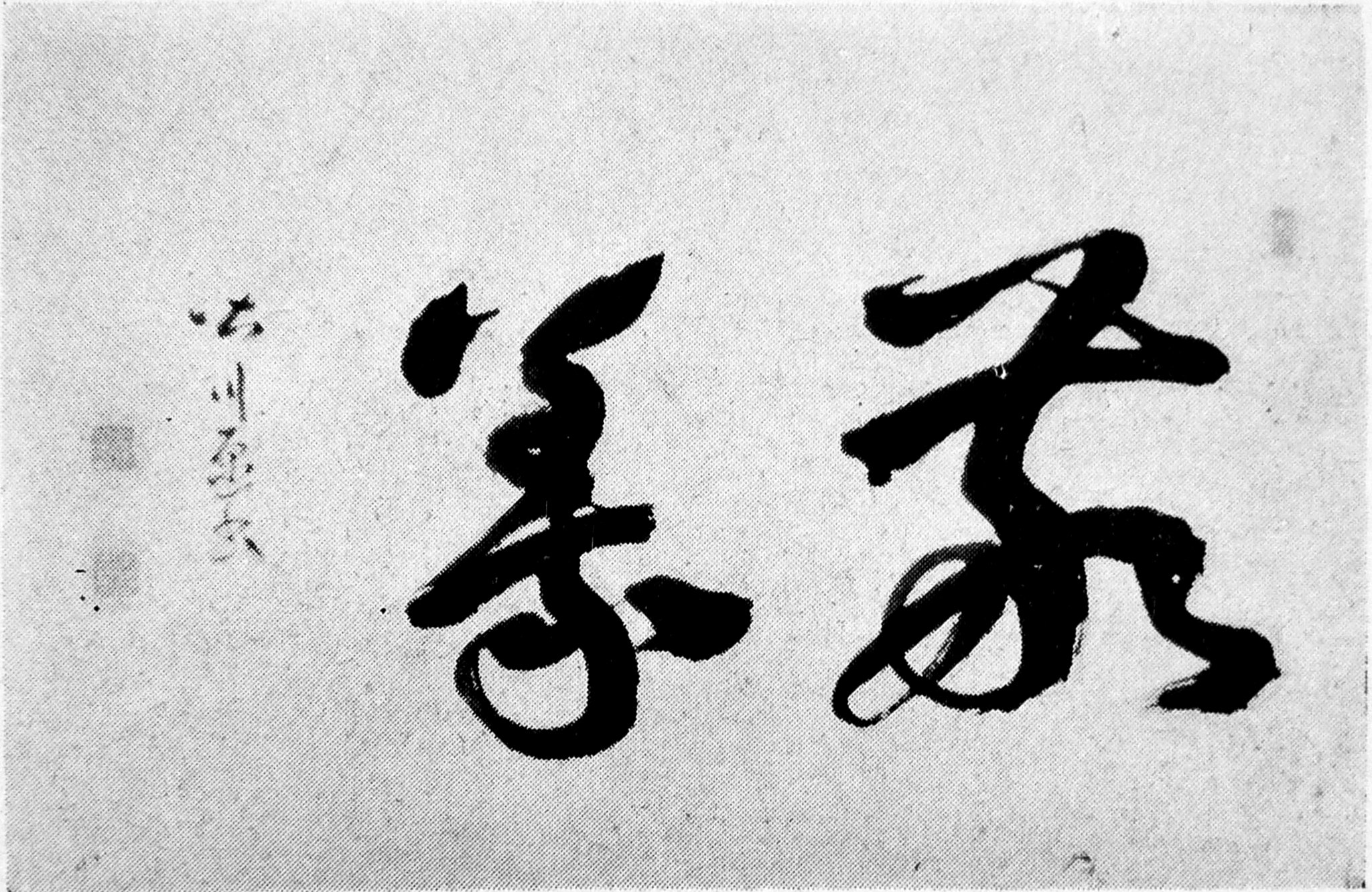
皆川淇園書

皆川春洞の第二子、長男として京都正親町坊（中立売室町西）に生まれる。9人兄弟であった。4、5歳頃には杜甫の詩を覚えていたといわれる。
伊藤錦里や三宅元献などに儒学を学んだ。易学について研究を深め、独自の言語論により「名」と「物」との関係を解釈する開物論を唱え、「老子」「荘子」「列子」「論語」など多くの経書に対する注釈書を著した。亀山藩（松平信岑）・平戸藩（松浦清）・膳所藩（本多康完）などの藩主に賓師として招かれた。
宝暦9年（1759年）より京都・中立売室町西にて門人を受け入れ始めた。また、江村綬の錫杖堂詩社に影響され、柴野栗山や赤松滄洲らと三白社という詩社を起こす。
絵画の腕も卓越しており、山水画では、師の円山応挙に劣らずという評価も受けている。
晩年の文化2年（1805年）には様々な藩主の援助を受けて京都に学問所「弘道館」を開いた。
志半ばにして、翌年、74歳で没する。
門人は3,000人に及んだといわれる。門弟として富士谷成章（実弟）・巖垣龍渓・稲毛屋山・小浜清渚・東条一堂・北条霞亭・田中履堂などがいる。
京極の阿弥陀寺に葬られた。墓誌は松浦清が文を製し、その書は本多康完が記した。東京国立博物館には「明経先生像」と題された淇園の遺像が残る（渡辺南岳筆、東京国立博物館 情報アーカイブ）。
大正4年（1915年）、従四位を追贈された。

## 主な著書
- 易原[6]
- 名疇[1]
- 問学挙要[1]
- 助字詳解[2]
- 淇園文集[8]
- 淇園詩話[2]
- 易学開物[1]
- 老子釈解[1]
- 習文録[1]
- 実字解[1]
- 論語繹解[9]